# 闕永華
阙永华，字嵩阶，福建永定人，清朝軍事將領、進士出身。
同治七年，登武進士，授钦点御前侍卫，历任龙泉关都司，闽浙总督府参将。